# Teatro Nacional Lucian Blaga

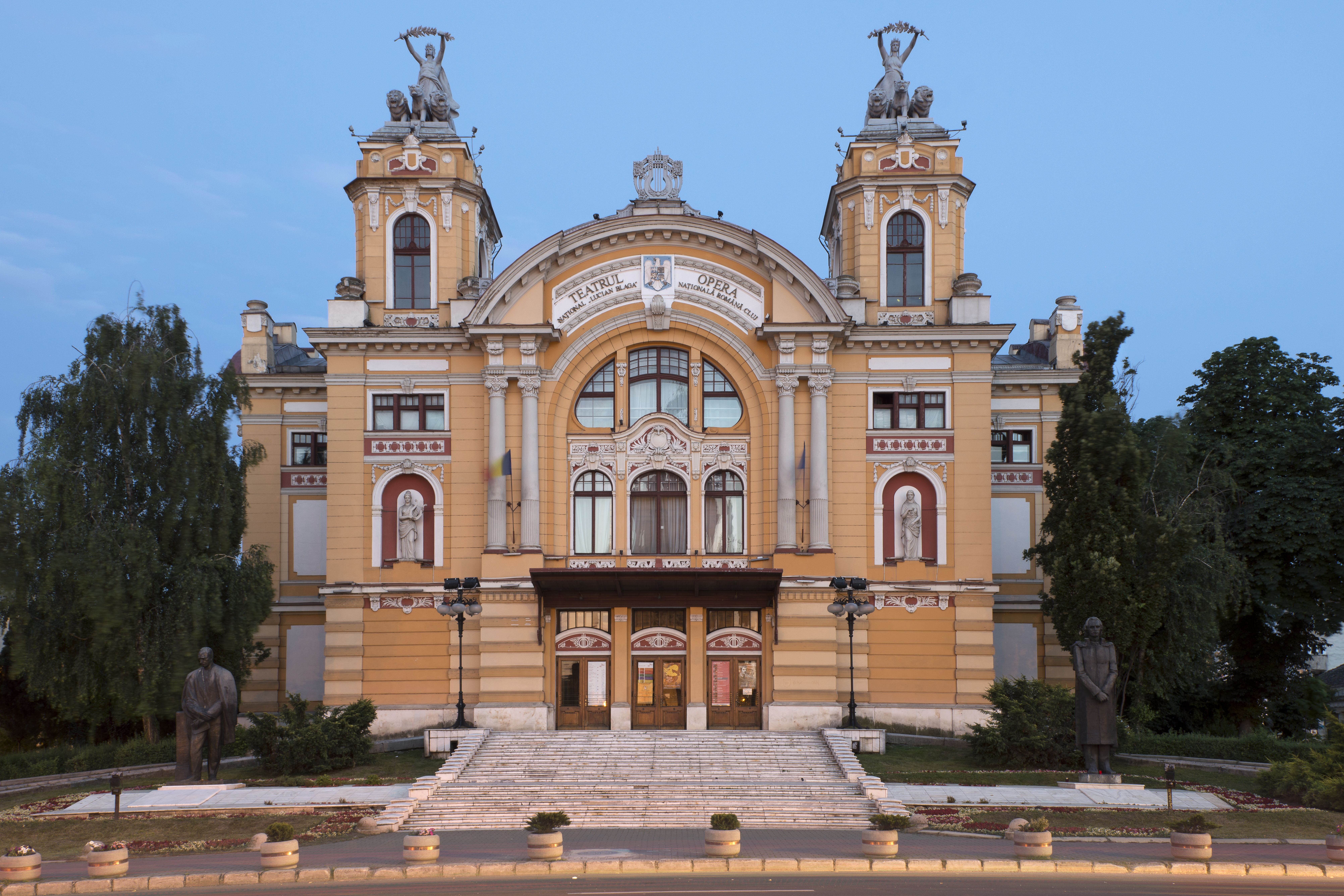
Vista frontal

O Teatro Nacional Lucian Blaga, em Cluj-Napoca, Romênia, é uma das instituições teatrais mais prestigiadas da Romênia. O teatro divide o mesmo prédio com a Ópera Romena.
A construção do Teatro Nacional Lucian Blaga começou em 1904 e foi concluída em 1906. Foi projetado pelos famosos arquitetos austríacos Ferdinand Fellner e Hermann Helmer, que projetaram vários teatros e palácios em toda a Europa no final do século XIX e início do século XX, incluindo os teatros em Iași, Oradea, Timișoara e Chernivtsi (em romeno: Cernăuți).
Desde 1919, quando Cluj passou para a administração romena, o prédio tem sido a sede do Teatro Nacional Romeno e da Ópera Romena local, enquanto o Teatro e a Ópera Húngara locais receberam o prédio do teatro na rua Emil Isac, próximo ao Parque Central e ao rio Someșul Mic.
Após a Segunda Arbitragem de Viena de 1940 e a anexação da Transilvânia do Norte pela Hungria, o prédio voltou a ser a sede do Teatro Húngaro. Em 31 de outubro de 1944, os atores romenos e húngaros celebrando a liberdade da cidade realizaram uma apresentação conjunta, cuja receita foi doada aos soldados feridos russos e romenos.
O salão tem capacidade para novecentos e vinte e oito lugares, sendo concebido no estilo neobarroco, com algumas inflexões inspiradas pelo Secessionismo [en] na decoração do foyer.
O prédio do Teatro Nacional Lucian Blaga está listado no Registro Nacional de Monumentos Históricos devido à sua importância cultural.